# Etnofarmakologija
Etnofarmakologija je interdisciplinarna veda o tradicionalni farmakologiji etničnih skupin oz. je v splošnem biološko ovrednotenje (evalvacija) delovanja tradicionalnih zdravil na organizem. Obravnava medicinsko in ritualno uporabo rastlin in živali ter kulturno ozadje uporabe. Objekt posebnega zanimanja so enteogeni, tj. psihoaktivne substance, ki so uporabljene v religioznem, šamanističnem ali spiritualnem kontekstu.
Cilji etnofarmakologije so torej dokumentiranje naravnih proizvodov v okviru tradicionalne medicine, kar je pomembno zaradi nagle industrializacije okolja in posledične nevarnosti izgube tega znanja, ter raziskovanje in ovrednotenje delovanja teh snovi, s čimer tvori znanstveno podlago za razvoj novih zdravil, osnovanih na zdravilih tradicionalne medicine.